# Namana
Namana (rusky Намана, jakutsky Намана) je řeka v Jakutské republice v Rusku. Je 444 km dlouhá. Povodí má rozlohu 16 900 km².

## Průběh toku
Protéká Přilenskou planinou a na dolním toku je její tok členitý. V jejím povodí je množství jezer. Je to levý přítok Leny. Největším přítokem je zleva Kejiktě.

## Vodní režim
Zdrojem vody jsou převážně sněhové srážky. Průměrný roční průtok vody ve vzdálenosti 35 km od ústí činí 30 m³/s.